# John Moloney
John Anthony Moloney (irisch Seán Ó Maoldomhnaigh; * 12. Juni 1953) ist ein irischer Politiker der Fianna Fáil.

## Biografie
John Moloney arbeitete bei der Flugsicherung, als Bestatter und als Pubbetreiber, bevor er politisch aktiv wurde. 
Er wurde in den Laois County Council gewählt. Bei der Wahl zum Dáil Éireann 1992 war er noch nicht erfolgreich, konnte dann aber bei den Wahlen zum Dáil Éireann 1997 im Wahlkreis Laois–Offaly einen Sitz erreichen und diesen bis 2011 verteidigen. Am 13. Mai 2008 ernannte ihn Taoiseach Brian Cowen zum Staatsminister für Gleichstellung und Teilhabe behinderter Menschen sowie psychische Gesundheit im Gesundheits-, im Erziehungs-, im Wirtschafts- und im Justizministerium ernannt. Er behielt seinen Posten, als Cowen im April 2009 wegen der Finanzkrise alle 20 Staatsministerinnen und Staatsminister entließ und danach fünfzehn wieder berief.  
Bei den Wahlen 2011 verlor er dann seinen Sitz im Dáil Éireann. Seitdem war er wieder als Bestatter tätig. Sein Versuch, bei der Wahl 2020 anzutreten, scheiterten bereits an der Nominierung zum Kandidaten der Fianna Fáil. 

## Leben
Moloney ist mit der Patricia McEvoy verheiratet, mit der er drei Kinder hat.